# 橿渕聡
橿渕 聡（かしぶち さとし、1974年9月22日 - ）は、埼玉県八潮市の元プロ野球選手（外野手）。2003年の登録名は橿渕 智士（読み同じ）。

## 来歴・人物

### プロ入り前
八潮第二中学校（現：八潮市立大原中学校）時代はボーイズリーグで投手を務めた。春日部共栄高では外野手兼投手として2年時に春夏連続で甲子園に出場。1年上の主将が城石憲之。
明治大学では2年春から外野手のレギュラー。1996年に主将に就任し、秋はベストナインで明治神宮大会は連覇。リーグ通算76試合出場、241打数63安打、打率.261、2本塁打、31打点。

1年上に野村克則、1年下に川上憲伸がいた。
1997年に日立製作所に入社し、都市対抗ではベスト8に進み、また全日本選抜にも選ばれるなどの実績を残した。
将来の外野手レギュラーとして、この年のドラフト3位指名でヤクルトスワローズに入団。

### プロ入り後
即戦力と期待されたが、左手首を骨折し一年を棒に振った。その後も2軍では実績を残すも、あと一歩というところで1軍に上がることができずに、2003年に引退した。
その後はフロント入りし、東北・関東担当スカウトとなった（主な担当選手は、飯原誉士や増渕竜義など）。
2007年に総務部へ異動。後に一軍のマネジャーを経て、2015年にスカウトへ復帰した。復帰後は、関東地区を担当。
2017年からは、「編成部スカウトグループデスク」という肩書で、アマチュアスカウト部門の責任者を務めている。デスク就任後のNPBドラフト会議では、複数の他球団と指名が競合するリスクが高いことをとを承知したうえで、注目度の高い高校生の選手（2017年は清宮幸太郎、2018年は根尾昂、2019年は奥川恭伸）を1巡目で入札する方針を徹底。2019年の会議では、3球団の指名競合による抽選で独占交渉権を得られた末に、奥川の入団へ漕ぎ着けている。

## 詳細情報

### 年度別打撃成績
- 一軍公式戦出場なし

### 背番号
- 26 （1999年 - 2001年）
- 56 （2002年 - 2003年）

### 登録名
- 橿渕 聡 （かしぶち さとし、1999年 - 2002年）
- 橿渕 智士 （かしぶち さとし、2003年）